# 14998 Ogosemachi
14998 Ogosemachi è un asteroide della fascia principale. Scoperto nel 1997, presenta un'orbita caratterizzata da un semiasse maggiore pari a 2,8456085 UA e da un'eccentricità di 0,0684475, inclinata di 2,36018° rispetto all'eclittica.